# Festuca tzveleviana
Festuca tzveleviana är en gräsart som beskrevs av Lazkov. Festuca tzveleviana ingår i släktet svinglar, och familjen gräs. Inga underarter finns listade i Catalogue of Life.